# Sant Joan de Sanata
Sant Joan de Sanata és una església al terme municipal de Llinars del Vallès (Vallès Oriental) inclosa a l'Inventari del Patrimoni Arquitectònic de Catalunya. Església de nau única, coberta amb quatre trams de volta de creueria. L'absis fa també de presbiteri, és vuitavat irregular i té contraforts a l'exterior, un d'ells amb la data de 1684. Els arcs de la volta estan pintats imitant granit. Té dues capelles laterals més baixes que la central, cobertes amb volta de creueria. La façana es va allargar l'any 1574. El campanar, damunt un cos que sembla més antic, és de planta quadrada i té tres cossos, l'últim de carreu de granit i coronat amb merlets.
El lloc apareix esmentat per primera vegada l'any 1003 i l'any 1040 s'uneix a la canònica de la Seu de Barcelona pel bisbe Guislabert. L'any 1413 s'uneix a la parròquia de Collsabadell i a partir del 1843 torna a ser independent. La zona inferior del campanar es pensa que és d'una construcció anterior, del segle xiii. L'any 1572 es contracten les obres de reforma al mestre Pere Balle. L'església la va allargar Joan Font l'any 1574. en un contrafort hi ha gravada la data de 1684 que ens indica una reforma de l'edifici. A finals del segle xix es van fer altres reformes.